# Červencový puč
Červencový puč (německy Juliputsch) byl neúspěšný pokus o státní převrat zosnovaný rakouskými nacisty proti austrofašistické vládě, jenž se uskutečnil od 25. do 30. července 1934.
Jen několik měsíců po skončení rakouské občanské války podnikli rakouští nacisté a němečtí vojáci SS útok na vídeňské kancléřství, aby svrhli vládnoucí vládu Vlastenecké fronty vedenou kancléřem Engelbertem Dollfussem a nahradili ji pronacistickou vládou Antona Rintelena z Křesťansko-sociální strany. Nacistický puč se nakonec nezdařil, neboť většina rakouského obyvatelstva a armády zůstala vládě věrná. Nacistům se sice podařilo Dollfusse zavraždit, avšak jeho nástupcem se stal Kurt Schuschnigg a austrofašistický režim zůstal u moci.
Invazi Německa do Rakouska na podporu puče se podařilo odvrátit díky garanci nezávislosti a diplomatické podpoře, kterou Rakousku poskytla fašistická Itálie. Austrofašistický režim nakonec puč potlačil a šest dnů bojů si vyžádalo přes 200 obětí.

## Pozadí
Nacistický Machtergreifung v Německu dne 30. ledna 1933, kdy prezident Paul von Hindenburg jmenoval Adolfa Hitlera kancléřem, znamenal pro rakouské nacisty obrovský impuls. Když rakouský kancléř Engelbert Dollfuss 4. března 1933 bránil dalšímu zasedání parlamentu Národní rady, reagovali rakouští nacisté požadavky na nové volby, masivní propagandou a vlnou bombového teroru. Dollfuss na tyto akce reagoval autoritářskými opatřeními, jako byly domovní prohlídky a zatýkání. Situaci ještě zhoršil bavorský ministr spravedlnosti, nacistický právník Hans Frank, který 8. března ve veřejném projevu pohrozil rakouské vládě ozbrojeným zásahem nacistických sil. Přesto se pravicová rakouská vláda zpočátku soustředila na zákaz komunistické strany a sociálnědemokratické polovojenské organizace Republikanischer Schutzbund. Dne 15. května 1933 se vydal Hans Frank do Rakouska, aby ve Vídni promluvil před davem. Otevřeně vystoupil proti režimu a Židům a oslovil rakouské Němce s výzvou k občanské neposlušnosti. V reakci na to Dollfuss nařídil Franka a dalších 100 německých nacistů deportovat. Nechal zatknout téměř 2 400 rakouských nacistů, kteří házeli na Heimwehr vejce, kamení a zeleninu. V reakci na smrtící bombový útok byla 19. června 1933 zakázána rakouská nacistická strana. Mnozí rakouští nacisté uprchli do Německa a vstoupili do rakouské legie pod velením SA-Obergruppenführera Hermanna Reschnyho, jiní zůstali v Rakousku a pokračovali ve své činnosti ilegálně. Hitlerova vláda reagovala tvrdými hospodářskými sankcemi zaměřenými na rakouský cestovní ruch.

## Události
Dne 25. července 1934, uprostřed složitého společenského a politického napětí a s vědomím oficiálních německých stanovisek, vtrhlo 154 mužů SS převlečených za vojáky a policisty Bundesheeru do rakouského kancléřství. Dollfuss byl usmrcen dvěma kulkami vypálenými nacistou Ottou Planettou. Zbytku vlády se podařilo uprchnout. Další skupina pučistů obsadila budovu rozhlasu RAVAG a odvysílala falešnou zprávu o údajném předání moci z Dollfusse do rukou Antona Rintelena, která měla posloužit jako výzva pro nacisty v celém Rakousku k zahájení protistátního povstání. V některých částech Korutan, Štýrska a Horních Rakous probíhaly několikadenní boje, stejně jako menší povstání v Salcbursku. Bojovalo se v Horním Štýrsku, a to jak v průmyslové oblasti mezi Judenburgem a Leobenem, tak v Ennsu, v okrese Deutschlandsberg v jihozápadním Štýrsku a v jihovýchodním Štýrsku u Bad Radkersburgu. Krvavé střety se odehrály ve Schladmingu a Leobenu a jejich okolí.
V Korutanech byly centry převratu Dolní Korutany a Sankt Paul im Lavanttal. V Horních Rakousích se kromě jednotlivých akcí v Solné komoře boje soustředily v Pyhrnském průsmyku a v Mühlviertelu, kde v noci 26. července v oblasti Kollerschlagu na bavorsko-rakouských hranicích vtrhla divize rakouských legií na rakouské území a zaútočila na celní stráž a policejní stanici.
Mnoho rakouských nacistů nebylo ozbrojeno, protože se domnívali, že se k nim rakouská armáda a policie po zahájení převratu připojí, ovšem většina sil zůstala loajální.
Brzy ráno 26. července byl na hraničním přechodu v Kollerschlagu zatčen německý kurýr, který měl u sebe přesné instrukce k puči. Dokument nazvaný „Kollerschlagský dokument“ svědčil o jasném spojení mezi Bavorskem a červencovým pučem.
Dollfussova smrt rozzuřila Mussoliniho, jehož manželka Rachele se bavila se zbytkem Dollfussovy rodiny. Přesunul vojska k rakouským hranicím a sdělil Hitlerovi, že se nechystá napadnout Rakousko. To přimělo Hitlera prohlásit, že převrat nepodporuje, a to vedlo k jeho konečnému neúspěchu.

## Následky
Převrat byl nakonec potlačen policejními, vojenskými a polovojenskými jednotkami věrnými vládě. Informace o počtu obětí se liší. Gerhard Jagschitz převzal práci vojenského historika Erwina Steinböcka. V roce 1965 jeho data tvrdila, že červencový převrat a jeho bezprostřední důsledky vedly k úmrtí 270 osob: 153 příznivců nacismu (včetně 13 popravených a 7 osob, které spáchaly sebevraždu), 104 mrtvých na vládní straně a 13 civilistů. Naproti tomu rozsáhlé studie rakouského historika Kurta Bauera dospěly k závěru, že mrtvých bylo 223: 111 příznivců nacismu včetně 13 popravených, 101 na vládní straně a 11 civilistů. Počet zraněných se odhaduje na 500–600 osob.
Dne 26. července 1934 byly svolány vojenské tribunály a vojenské soudy, aby stíhaly povstalce. Byly vyneseny desítky rozsudků smrti, z nichž 13 bylo vykonáno. Z popravených byli čtyři policisté ve službě, kteří spolupracovali s povstalci při obsazování spolkového kancléřství. Vídeňští policisté Josef Hackl, Erich Wohlrab, Franz Leeb a Ludwig Maitzen byli obžalováni v hromadném procesu s devíti policisty za kolaboraci. Hackl, Wohlrab, Leeb a Maitzen byli shledáni vinnými z velezrady, odsouzeni k trestu smrti a 13. srpna 1934 popraveni oběšením. Ostatní policisté dostali tresty od 10 let do doživotí. Jeden další kolaborant, voják ve službě Ernst Feike, byl popraven 7. srpna 1934. Dalších 4 000 povstalců dostalo tresty odnětí svobody nebo zůstali zadrženi. Jen ve Vídni bylo zatčeno nejméně 260 policistů poté, co úředníci při domovní prohlídce u jednoho policisty našli seznam členů nacistické strany.
Mnoho povstalců uprchlo do Jugoslávie nebo do Německa. Novým kancléřem se stal Kurt von Schuschnigg a Ernst Rüdiger Starhemberg si ponechal post vicekancléře.
Po neúspěšném puči Hitler uzavřel pobočku rakouské nacistické strany v Mnichově.
V září 1934 vyhlásil Benito Mussolini po červencovém puči v Rakousku a italském odporu proti anšlusu spojenectví s Francií proti Třetí říši. Mussolini prohlásil, že Itálie již nebude podporovat záměry Německa revidovat Versailleskou smlouvu a německé zbrojení.